# Landtagswahl in Lippe 1884
Die Landtagswahlen in Lippe fanden im November 1884 statt. Gewählt wurden die 21 Mitglieder des Lippischen Landtags.

## Allgemeines
Die Wahlen fanden für die zweite Klasse am 3. November und für die dritte Klasse am 4. November statt. Die Stichwahl im sechsten Wahlkreis der dritten Klasse fand am 22. November die Stichwahl im fünften Wahlkreis der dritten Klasse am 29. November statt. Die Abgeordneten der ersten Klasse wurden am 5. Oktober gewählt. Im Laufe der Wahlperiode bis 1888 fanden folgende Neuwahlen statt:
- 14. März 1885: Zweiter Wahlkreis, Erste Klasse (B)
- 7. Dezember 1885: Vierter Wahlkreis, Zweite Klasse
- 9. April 1886: Sechster Wahlkreis, Dritte Klasse

Gewählt wurden 21 Abgeordnete in drei Klassen zu je sieben Abgeordneten. Die erste Klasse bildeten die höchstbesteuerten Bürger. In der ersten Klasse war in der Untergruppe A wahlberechtigt, wer mindestens 90 Mark Grundsteuer zahlte. Diese Untergruppe wählte fünf Abgeordnete in zwei Wahlkreisen. Die Untergruppe B umfasste diejenigen, die mindestens 180 Mark Einkommensteuer zahlten und wählte zwei Abgeordnete in zwei Wahlkreisen. Die zweite Klasse bildeten die Steuerzahler mit Grund- und Einkommensteuer von mindestens 36 Mark, die dritte Klasse alle anderen Wahlberechtigten. Die 2. und 3. Klasse wählte in je sieben Ein-Personen-Wahlkreisen.

## Wahlergebnis
| Klasse    | Wahlkreis               | Wähler | Abgeordneter                                                         | Partei          | Stimmen | %      |
| --------- | ----------------------- | ------ | -------------------------------------------------------------------- | --------------- | ------- | ------ |
| 1. Klasse | 1A                      |        | Johann Heinrich von Lengerke, Gutsbesitzer auf Steinbeck (Präsident) |                 |         |        |
| 1. Klasse | 1A                      |        | Rittergutsbesitzer Tenge (Gut Barkhausen)                            |                 |         |        |
| 1. Klasse | 1A                      |        | Domänenpächter Wilhelm Krieger (Blomberg)                            |                 |         |        |
| 1. Klasse | 1A                      |        | Gutsbesitzer Meyer (Ohrsen)                                          |                 |         |        |
| 1. Klasse | 1A                      |        | Landesökonomierat August Riekehof-Böhmer (Vogelhorst)                |                 |         |        |
| 1. Klasse | 1B                      |        | Staatsanwalt Hunnäus (Detmold)                                       |                 |         |        |
| 1. Klasse | 1B                      |        | Rentner Husemann (Detmold)                                           |                 |         |        |
| 2. Klasse | I. Wahlkreis            | 204    | Rechtsanwalt Karl Seiff (Detmold)                                    | NLP             | 117     | 57,4 % |
| 2. Klasse | II. Wahlkreis           | 137    | Lederfabrikant Carl Potthoff (Lemgo)                                 | NLP/Fortschritt | 115     | 83,9 % |
| 2. Klasse | III. Wahlkreis          | 134    | Gutsbesitzer Sültemeier (Heiden)                                     | Fortschritt     | 96      | 71,6 % |
| 2. Klasse | IV. Wahlkreis           | 164    | Guts- und Mühlenbesitzer Friedrich Ottomeyer (Wellentrup/Steinheim)  | Fortschritt     | 93      | 56,7 % |
| 2. Klasse | V. Wahlkreis            | 199    | Gutsbesitzer Wilhelm Schemmel (Wüsten)                               | Kons.           | 133     | 66,8 % |
| 2. Klasse | VI. Wahlkreis           | 129    | Gutsbesitzer Schönlau (Remmighausen)                                 | Kons.           | 89      | 63,1 % |
| 2. Klasse | VII. Wahlkreis          | 114    | Ökonom Volland (Salzuflen)                                           |                 | 60      | 52,6 % |
| 3. Klasse | I. Wahlkreis            | 847    | Schuhmachermeister und Cammarius Grote (Detmold)                     | Fortschritt     | 647     | 76,5 % |
| 3. Klasse | II. Wahlkreis           | 972    | Ratssiegler Leopold Schnitger (Lemgo)                                | Fortschritt     | 750     | 77,2 % |
| 3. Klasse | III. Wahlkreis          | 1008   | Kaufmann A. Echterling (Lage)                                        | Fortschritt     | 549     | 54,5 % |
| 3. Klasse | IV. Wahlkreis           | 1044   | Rechtsanwalt Oskar Asemissen (Detmold)                               | Fortschritt     | 751     | 71,9 % |
| 3. Klasse | V. Wahlkreis            | 1060   | Rechtsanwalt Oskar Asemissen (Detmold)                               | Fortschritt     | 636     | 60,0 % |
| 3. Klasse | V. Wahlkreis Stichwahl  | 1584   | Gutsbesitzer Nolting (Humfeld)                                       | Fortschritt     | 953     | 60,2 % |
| 3. Klasse | VI. Wahlkreis           | 691    | Ziegeleibesitzer Heinrich Moritz (Lage)                              | Fortschritt     | 350     | 50,6 % |
| 3. Klasse | VI. Wahlkreis Stichwahl | 1218   | Colon Reese (Kluckhof)                                               | Fortschritt     | 639     | 52,6 % |
| 3. Klasse | VII. Wahlkreis          | 839    | Landwirt Wilhelm Büxten (Biemsen)                                    | Fortschritt     | 458     | 54,6 % |

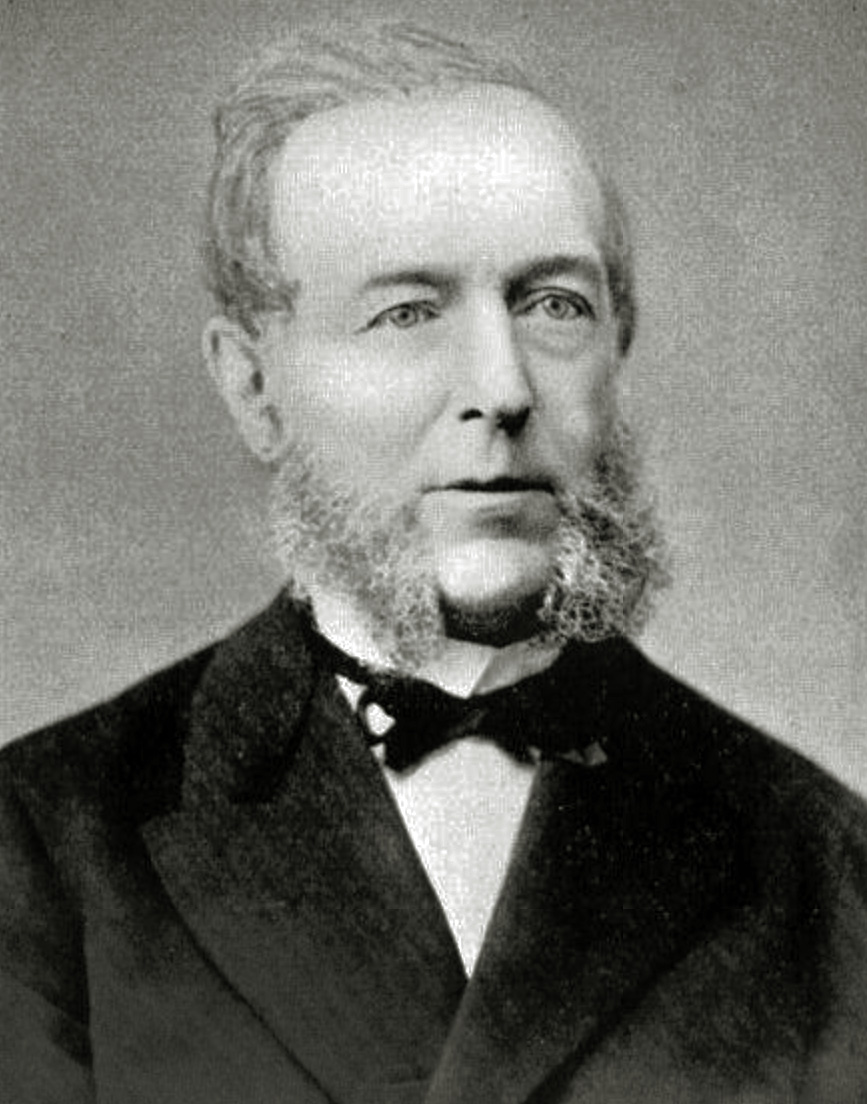
Johann H. von Lengerke

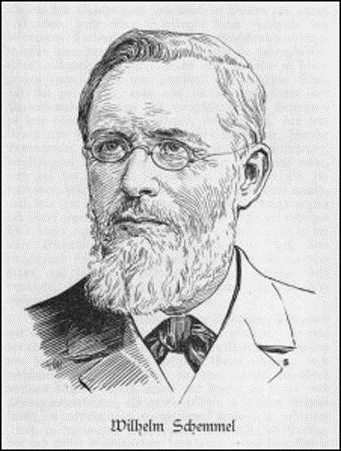
Wilhelm Schemmel

Asemissen wurde im IV. und V. Wahlkreis gewählt, nahm das Mandat im IV. Wahlkreis an. Hierdurch wurde eine Neuwahl im V. Wahlkreis notwendig.
Im Laufe der Wahlperiode musste Abgeordnetenmandate durch Neuwahlen erneut besetzt werden.
| Datum der Wahl   | Klasse    | Wahlkreis     | Wahlberechtigte | Abgeordneter                     | Partei | Stimmen | %      |
| ---------------- | --------- | ------------- | --------------- | -------------------------------- | ------ | ------- | ------ |
| 7. Dezember 1885 | 2. Klasse | IV. Wahlkreis | 191             | Gutsbesitzer Köllermeier (Belle) | Kons.  | 152     | 79,6 % |
| 9. April 1886    | 3. Klasse | VI. Wahlkreis | 955             | Gutsbesitzer König (Wiembeck)    | Kons.  | 655     | 68,6 % |